# Dornier Do 24
Дорньє Do 24 (нім. Dornier Do 24) — німецький тримоторний суцільнометалевий летючий човен розробки компанії Dornier Flugzeugwerke на замовлення уряду Нідерландів. Активно використовувався як морський розвідник-патрульний літак та пошуково-рятувальний літак за часи Другої світової війни. 3 липня 1937 року літак здійснив перший політ з посадкою на Боденське озеро.
Dornier Do 24 був розроблений на замовлення голландських Королівських ВМС для заміни літаків Dornier Wal. Однак до початку німецької окупації Нідерландів на заводах Aviolanda встигли побудувати всього 25 машин (літаки в Голландії випускалися з індексом «К»). Після цього до літака проявили інтерес у Люфтваффе, і виробництво продовжилося вже під контролем німецьких фахівців. Усі наступні Do 24 були випущені вже під індексом Do 24T.
Конструктивно Do 24 являв собою суцільнометалевий моноплан з широким фюзеляжем і стабілізаційними спонсонами. В якості силової установки застосовувалися три радіальних двигуни, розташованих на передній крайці крила. У різний час використовувалися різні радіальні двигуни повітряного охолодження, в кінцевому підсумку потужність силової установки була доведена до 3000 к.с. Всього було вироблено 279 одиниць всіх модифікацій літака.
За даними «Дорньє», близько 12 000 людей було врятовано Do 24 протягом його льотної кар'єри.

## Історія застосування
37 Do 24 голландського та німецького виробництва були відправлені в Ост-Індію до початку вторгнення німецького вермахту у Нідерланди у травні 1940 року. Голландському Do 24 приписується затоплення японського есмінця типу «Фубукі» «Сінономе» 17 грудня 1941 року, коли корабель супроводжував флот вторгнення до Мірі в Британському Борнео. 10 січня 1942 року голландський Do 24K помітив японський флот вторгнення, який прямував до острова Таракан на голландському Борнео, і завчасно попередив, щоб усі нафтові установки могли бути зруйновані до початку висадки десанту японців. Після вторгнення Японії в Нідерландську Ост-Індію, в лютому 1942 року шість вцілілих літаків Do 24 були передані Королівським ПС Австралії, де вони служили протягом більшої частини 1944 року як транспортні літаки в Новій Гвінеї.
Найбільш інтенсивним театром війни, де активно використовувалися літаки став Східний фронт. Чорне море стало регіоном, де Do 24 найбільш інтенсивно використовувалися. Вперше летючі човни з'явилися тут у травні 1942 року у складі командування «Варна», що базувалося в Євпаторії і мало два Не 59 і три Do 24. Коли обстановка дозволяла, вони вели розвідку і ескортували конвої в Одесу і Севастополь. В кінці лютого 1943 року, коли весняна відлига не дозволяла використовувати літаки наземного базування для забезпечення постачань кубанському угрупованню, залучалися гідролітаки. Do 24t були зібрані з усіх частин і зведені у дві ескадрильї морських перевезень «Севастополь» по 11 машин у кожній. Між 5 і 25 березня 1943 року вони доставили на Кубань 1000 тонн вантажів. Вони розвантажувалися на мілинах Кубані, а на зворотний шлях завантажувалися пораненими.
З початком у 1944 році радянського наступу на Крим, Do 24t були передислоковані в Констанцу, а потім у Варну. Летючі човни, що залишилися у складі командувань «Севастополь» і «Султан-Елі», використовувалися для рятувальних робіт і перевезень. Наприкінці квітня 1944 року перед звільненням Одеси радянськими військами Do 24t здійснювали постачання і евакуацію військ з одеської гавані в Галац на Дунаї. Останнім літаком Люфтваффе, який залишив Крим, був Do 24t, який злетів на двох моторах не менше ніж з 40 евакуйованими на борту. У серпні 8 Do 24t з 8-ї рятувальної ескадрильї у складі XI командування були спішно переведені з Мамай в Румунії у Варну, а потім через Салоніки в Афіни, де 1 вересня приєдналися до 6-ї і 7-й ескадрилей порятунку на морі. На їх базі була сформована ще одна частина з 19 літаками в основному для евакуації німецьких військ з Криту і грецьких островів. Зазвичай вони брали на борт 24 пасажирів з 30 кг вантажу на кожного.

## Модифікації

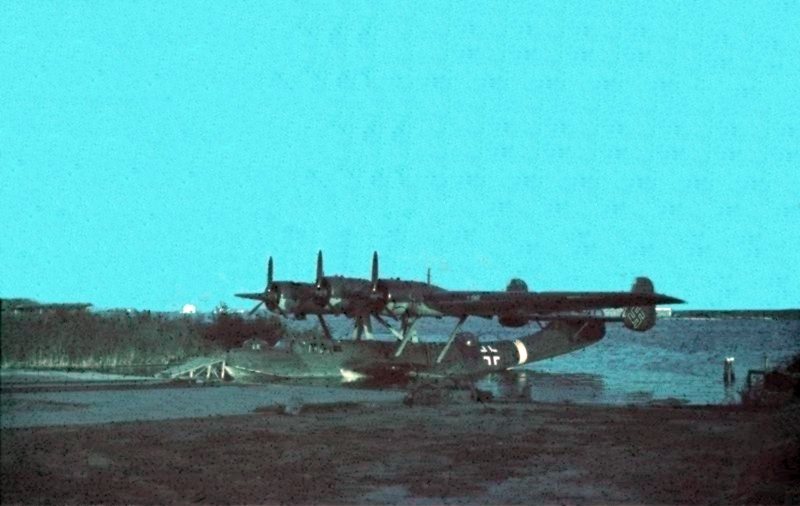
Німецький Do 24N в Румунії. 1941

- Do 24K-1 — 36 літаків спільного швейцарсько-голландського виробництва
- Do 24K-2 — варіант літака голландського ліцензійного виробництва, оснащеного трьома двигунами Wright R-1820-G102, потужністю 1000 к.с. 1 одиниця
- Do 24N-1 — літаки голландського виробництва Do.24K-2 на потребу Люфтваффе для пошуково-рятувальних операцій на морі. Оснащені трьома двигунами R-1820-G102. 11 літаків
- Do 24T — літаки французького виробництва. 48 побудовано
- Do 24T-1 — літаки голландського виробництва на потребу Люфтваффе для пошуково-рятувальних операцій на морі. Оснащені трьома двигунами BMW Bramo 323R-2. 159 екземплярів (у тому числі T-2 та T-3)
- Do 24T-2 — незначна модернізація Do 24T-1
- Do 24T-3 — незначна модернізація Do 24T-1
- Do 24 ATT — післявоєнна версія летючого човна в літак-амфібію з трьома турбодвигунами Pratt & Whitney Canada PT6A-45
- Do 318 — модернізований варіант літака

## Країни-оператори
Австралія
- Королівські ПС Австралії

 Іспанія
- Повітряні сили Іспанії

 Нідерланди
- ВМС Нідерландів
  -  Авіація ВМС Нідерландів

 Норвегія
- Королівські повітряні сили Норвегії

 СРСР
- Військово-повітряні сили СРСР

 Третій Рейх
- Люфтваффе

 Франція
- Повітряні сили Франції

 Швеція
- Повітряні сили Швеції

## Літаки, схожі за ТТХ та часом застосування
- Short Sunderland
- CANT Z.506 Airone
- CANT Z.508
- Macchi M.C.100
- Dornier Do 18
- Heinkel He 115
- Consolidated PBY Catalina
- Consolidated PB2Y Coronado
- Martin PBM Mariner
- Latécoère 300
- Lioré et Olivier LeO H-246
- Kawanishi H6K
- Yokosuka H5Y
- Yokosuka H7Y